# Deidesheimer Hütte
Die Deidesheimer Hütte, auch Waldschenke genannt, ist eine Schutzhütte des Pfälzerwald-Vereins. Sie befindet sich im Pfälzerwald auf der Gemarkung der pfälzischen Landstadt Deidesheim. Die Hütte beherbergt eine Gaststätte und bietet keine Übernachtungsmöglichkeit an. Mit den anderen Häusern des Pfälzerwald-Vereins ist sie seit 2021 mit dem Eintrag Pfälzerwaldhütten-Kultur Bestandteil des Immateriellen Kulturerbes in Deutschland der deutschen UNESCO-Kommission.

## Geschichte

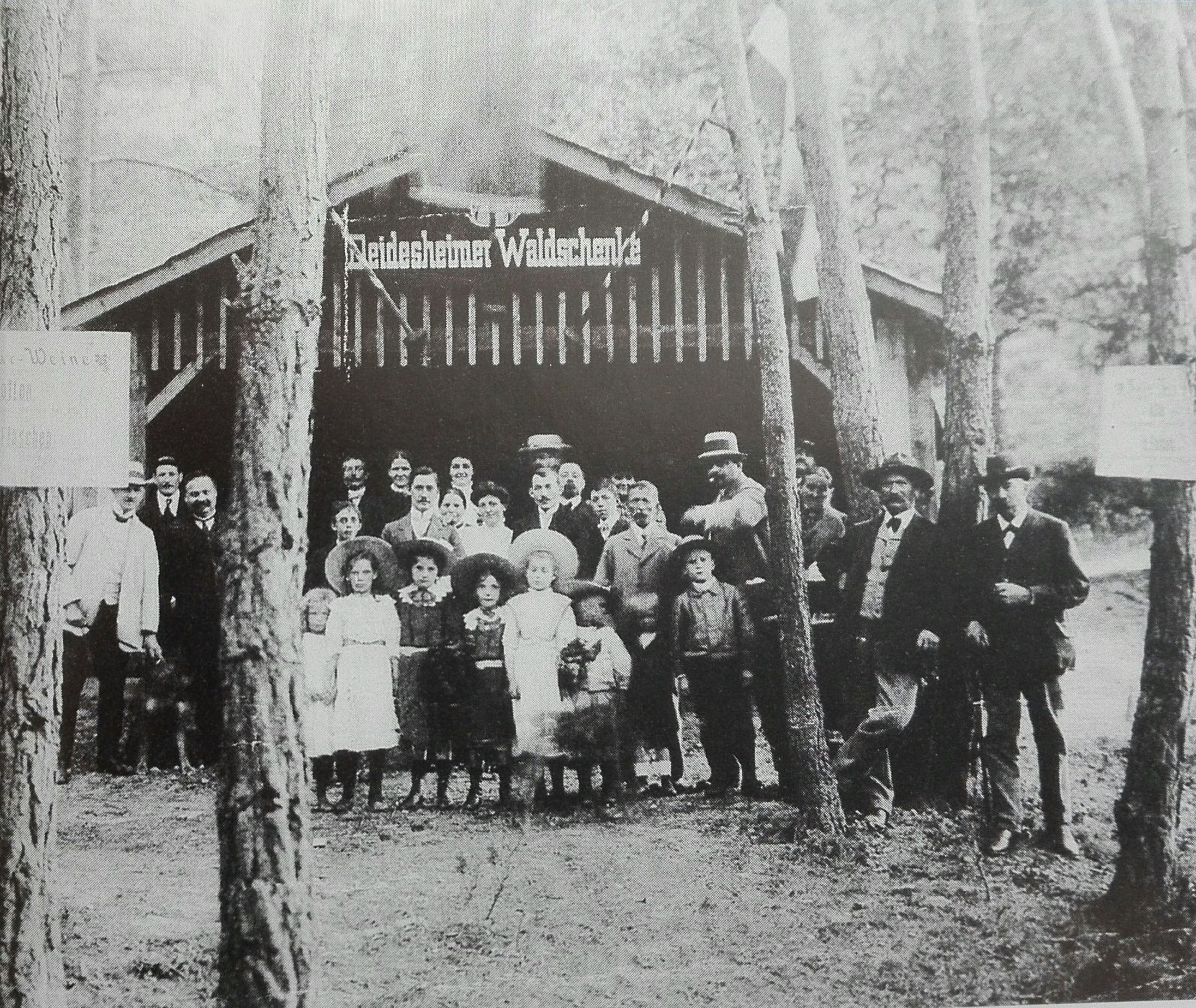
Waldschenke um 1910

Die Schutzhütte wurde 1907 von Kurt Gießen erbaut, damals trug sie den Namen „Waldschenke“. In der warmen Jahreszeit wurde sie bewirtschaftet. Gießen gab die Hütte in den 1920er-Jahren an die Deidesheimer Ortsgruppe des Pfälzerwald-Vereins ab. Sie wurde 1958 sowie 1963/64 erweitert. Seit einem weiteren Ausbau 1986 hat die Hütte ihre heutige Gestalt.
Neben der Hütte befindet sich ein Gedenkstein, der 2006 aufgestellt wurde und an das 100-jährige Bestehen der Deidesheimer Ortsgruppe des Pfälzerwald-Vereins erinnert.

## Zugänge und Wanderungen
Die Deidesheimer Hütte steht im Mühltal des Pfälzerwaldes, etwa 800 m vom Wanderparkplatz Mühltal entfernt und etwa 1,5 km westlich der Bebauungsgrenze der Stadt Deidesheim. Die Hütte ist über einen nicht asphaltierten Waldweg leicht erreichbar. Sie liegt auf einer Höhe von 225 m. Einige Meter östlich der Hütte fließt der Weinbach vorbei.
Nahe Wanderziele im Pfälzerwald sind der Waldberg, auf dem sich eine Gaststätte und das Turnerehrenmal befinden, sowie der Eckkopf mit dem Eckkopfturm; einer der Wege, der von der Deidesheimer Hütte aus dorthin eingeschlagen werden kann, führt an den Naturdenkmalen Grimmeisenbrunnen und Weinbachspring vorbei. Ebenfalls in der Nähe liegt der Stabenberg mit einem kleinen Aussichtstürmchen und der Kirchberg mit den Heidenlöchern und der Michaelskapelle.
An der Deidesheimer Hütte führen zwei historische Wanderwege vorbei:
- Der Geißbockweg, er führt von Lambrecht nach Deidesheim.[3] Alljährlich am Pfingstdienstag absolviert eine große Zahl von Wanderern im Rahmen der Geißbockversteigerung diese Strecke, um ein Brautpaar zu begleiten, das nach einem alten Brauch einen Geißbock in Deidesheim abzuliefern hat (der aus Tierschutzgründen heutzutage allerdings gefahren wird). An der Deidesheimer Hütte macht die Gruppe kurz Halt und wird hier von einem als „fürstbischöflicher Waldhüter“ kostümierten Deidesheimer begrüßt, der einige „Stadtsoldaten“, ebenfalls in historischen Kostümen, als Geleit dabei hat.
- Der Eselsweg, auch Eselwanderweg, er führt vom Forsthaus Benjental über die 449 m hohe Knoppenweth (Waldweide) und das Kupferbrunner Tal zur Deidesheimer Hütte, von da führt er dann mit dem Geißbockwanderweg zusammen durch das Mühltal aus dem Wald heraus. Der Eselweg erinnert an die historische Begebenheit, dass Deidesheim das Mehl seiner Mühlen im Benjental (heute Gimmeldinger Tal) mit Eseln den beschwerlichen Weg durch den Wald hierher transportieren ließ, nachdem die benachbarte Kurpfalz bei der Looganlage eine Zollschranke errichtet hatte.